# Ferrari F2008
Chronologie des modèles
Ferrari F2007 Ferrari F60
La Ferrari F2008 est la monoplace de Formule 1 engagée par la Scuderia Ferrari dans le championnat du monde de Formule 1 2008. Conçue par une équipe d'ingénieurs à la tête de laquelle se trouvent l'Italien Aldo Costa (directeur technique), le Grec Nikolas Tombazis (chef de projet châssis) et le Français Gilles Simon (motoriste), elle a été officiellement présentée à la presse le dimanche 6 janvier 2008 à 15 heures à Maranello, avant d'effectuer son premier roulage le lendemain sur le circuit de Fiorano, la piste privée de Ferrari, aux mains du champion du monde en titre Kimi Räikkönen. Outre Räikkönen et son coéquipier Felipe Massa, étaient également présents lors de cet essai Jean Todt (administrateur délégué de Ferrari et ancien directeur de la Scuderia) et Michael Schumacher (consultant de l'équipe).
Ferrari est ainsi la première écurie à présenter et faire rouler sa monoplace 2008. La Ferrari F2008 est le 54e modèle de Formule 1 présenté par Ferrari. Le design, codé en interne 659, représente l'interprétation du nouveau règlement 2008 par la Scuderia. Un nouvel élément majeur de celui-ci est le système électronique commun Standard Engine Control Unit (SECU), qui équipe toutes les écuries, l'antipatinage et d'autres aides électroniques ayant été supprimés.

## Palmarès
- 8 abandons (Kimi Räikkönen : 5, Felipe Massa : 3)
- 8 victoires (Kimi Räikkönen : 2, Felipe Massa : 6)
- 19 podiums (Kimi Räikkönen : 9, Felipe Massa : 10)
- 8 pole positions (Kimi Räikkönen : 2, Felipe Massa : 6)
- 13 meilleurs tours en course (Kimi Räikkönen : 10, Felipe Massa : 3)
- 172 points marqués (Kimi Räikkönen : 75, Felipe Massa : 97)

## Ferrari F2008K
Le 11 novembre 2008 sur le circuit de Fiorano, la Scuderia Ferrari effectue une séance d'essais avec Kimi Raïkkönen, Felipe Massa et Luca Badoer, qui pilotent une F2008 doté d'un SREC, dans le but d'introduire cette technologie sur la Ferrari F60 de 2009.

## Résultats en championnat du monde de Formule 1

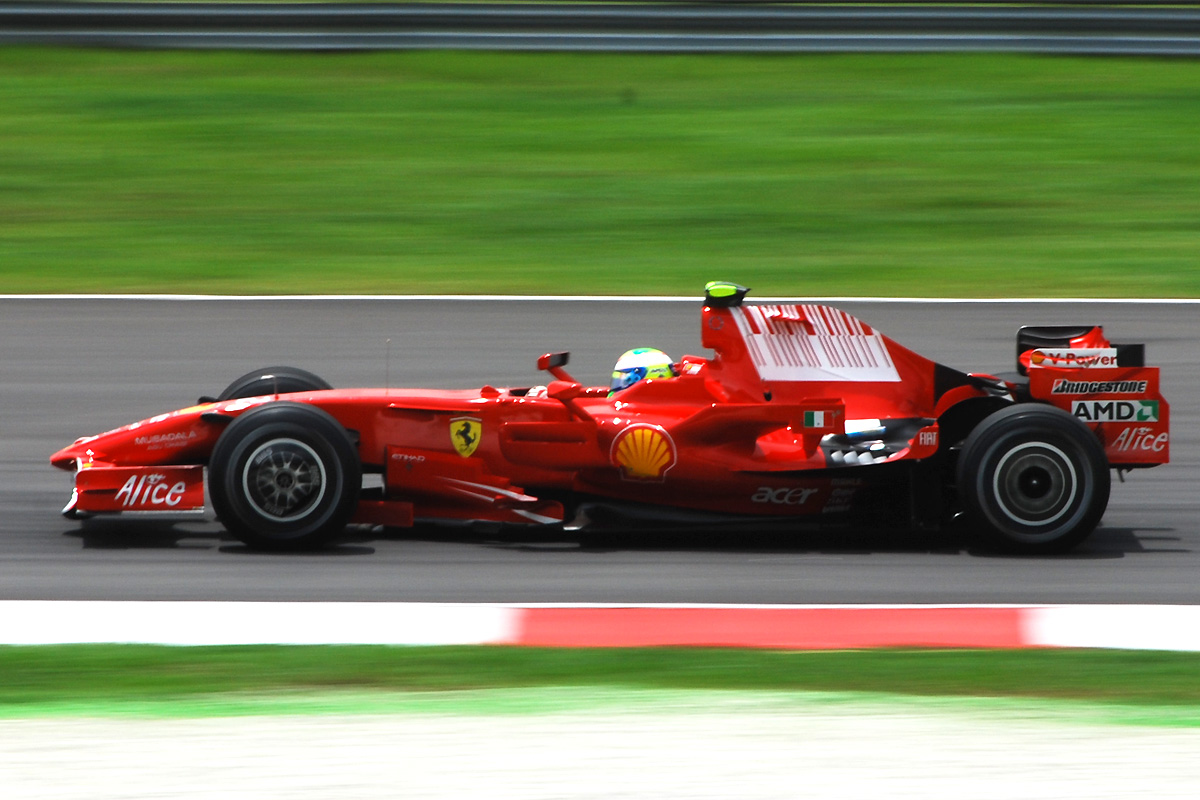
Felipe Massa au volant de la Ferrari F2008 lors du Grand Prix de Malaisie.

| Saison | Écurie                    | Moteur     | Pneus       | Pilotes        | Courses | Courses | Courses | Courses | Courses | Courses | Courses | Courses | Courses | Courses | Courses | Courses | Courses | Courses | Courses | Courses | Courses | Courses | Points inscrits | Classement |
| Saison | Écurie                    | Moteur     | Pneus       | Pilotes        | 1       | 2       | 3       | 4       | 5       | 6       | 7       | 8       | 9       | 10      | 11      | 12      | 13      | 14      | 15      | 16      | 17      | 18      | Points inscrits | Classement |
| ------ | ------------------------- | ---------- | ----------- | -------------- | ------- | ------- | ------- | ------- | ------- | ------- | ------- | ------- | ------- | ------- | ------- | ------- | ------- | ------- | ------- | ------- | ------- | ------- | --------------- | ---------- |
| 2008   | Scuderia Ferrari Marlboro | Ferrari V8 | Bridgestone |                | AUS     | MAL     | BAH     | ESP     | TUR     | MON     | CAN     | FRA     | GBR     | ALL     | HON     | EUR     | BEL     | ITA     | SIN     | JAP     | CHI     | BRÉ     | 172             | Champion   |
| 2008   | Scuderia Ferrari Marlboro | Ferrari V8 | Bridgestone | Kimi Räikkönen | 8e*     | 1er     | 2e      | 1er     | 3e      | 9e      | Abd     | 2e      | 4e      | 6e      | 3e      | Abd     | 18e*    | 9e      | 15e     | 3e      | 3e      | 3e      | 172             | Champion   |
| 2008   | Scuderia Ferrari Marlboro | Ferrari V8 | Bridgestone | Felipe Massa   | Abd     | Abd     | 1er     | 2e      | 1er     | 3e      | 5e      | 1er     | 13e     | 3e      | 17e*    | 1er     | 1er     | 6e      | 13e     | 7e      | 2e      | 1er     | 172             | Champion   |

Légende : ici 

- * : le pilote n'a pas fini le Grand Prix mais il est quand même classé pour avoir couru plus de 90 % de la distance de la course.